# Елизабет Бенкс
Елизабет Бенкс (енгл. Elizabeth Banks; рођена 10. фебруара 1974. у Питсфилду, Масачусетс) америчка је глумица, продуценткиња и редитељка.
Након дебија у филму Предај се, Дороти из 1998. године Бенксова је играла мање споредне улоге у комедији Мокро и врело америчко лето (2001) и биографским драмама Ухвати ме ако можеш (2002) и Сибискит (2003), док је пажњу шире публике привукла као Бети Брант у филмској трилогији Спајдермен Сема Рејмија. Наставак њене каријере обележиле су претежно улоге у комедијама, као што су 4 банке, а невин (2005), Зак и Мири снимају порнић и Узори (2008).
Након 2010. године, Бенксова је почела да наступа у жанровски разноврснијим филмовима, међу којима се истичу трилер Следећа три дана (2010), драме Добродошли у породицу (2012), Љубав и милост (2014) и научнофантастични серијал Игре глади (2012—2015). Ипак, наставила је да наступа у комедијама, а опробала се и као продуценткиња са филмом Савршени корак (2012) , чији је други део На путу до звезда (2015) такође и режирала.
Као телевизијска глумица, три пута је била номинована за награду Еми за најбољу гостујућу глумицу у хумористичкој серији, за гостовања у ситкомима Телевизијска посла и Модерна породица. Позната је и по улогама др Ким Бригс у серији Стажисти и Линдси у преднаставку филма Мокро и врело америчко лето под називом Први дан кампа (2015).

## Биографија
Бенкс је рођена у Питсфилду у Масачусетсу и одрастао у Браун улици, као најстарија од четворо деце Ен (рођене Волас) и Марка П. Мичела. Њен отац, ветеран из Вијетнамског рата, био је радник у фабрици Џенерал електрика, а мајка је радила у банци. Док је одрастала, Бенкс је играла бејзбол и јахао коње. Била је у Малој лиги када је сломила ногу клизећи у трећу базу. Затим се окушала у школској представи, што је био њен почетак у глуми.
Завршила је средњу школу Питсфилд 1992. године и члан је Јуниорске класичне лиге Масачусетса. Похађала је Универзитет у Пенсилванији, где је била члан сестринства Делта Делта Делта и изабрана у Друштво старијих фратара. Дипломирала је 1996. године на смеру комуникације и позоришној уметности. Године 1998. завршила је школовање на Америчком конзерваторијумском позоришту у Сан Франциску, Калифорнија, где је стекла диплому МФА.

## Филмографија
| Улоге у филмовима   |                                             |               |                                  |                                      |
| Година              | Српски назив                                | Изворни назив | Улога                            | Напомена                             |
| 1998.               | Предај се, Дороти                           |               | Вики                             | потписана као Елизабет Кејси         |
| 2000.               | Шафт                                        |               | Трејева пријатељица              | потписана као Елизабет Марсал Маршал |
| 2001.               | Мокро и врело америчко лето                 |               | Линдси                           |                                      |
| 2001.               | Обични грешник                              |               | Рејчел                           |                                      |
| 2002.               | Спајдермен                                  |               | Бети Брант                       |                                      |
| 2002.               | Струје судбине                              |               | Деби                             |                                      |
| 2002.               | Ухвати ме ако можеш                         |               | Луси Форест                      |                                      |
| 2003.               | Размена                                     |               | Су Север                         |                                      |
| 2003.               | Сибискит                                    |               | Марсела Хауард                   |                                      |
| 2004.               | Спајдермен 2                                |               | Бети Брант                       |                                      |
| 2005.               | Висине                                      |               | Изабел                           |                                      |
| 2005.               | Сексуални живот                             |               | Сара                             |                                      |
| 2005.               | Сестре                                      |               | Ненси Пекет                      |                                      |
| 2005.               | Шмокљан                                     |               | Керолајн Свон                    |                                      |
| 2005.               | 4 банке, а невин                            |               | Бет                              |                                      |
| 2005.               | Далтри Калхун                               |               | Меј                              |                                      |
| 2006.               | Гмизавци                                    |               | Старла Грант                     |                                      |
| 2006.               | Непобедиви                                  |               | Џенет Кантрел                    |                                      |
| 2007.               | Спајдермен 3                                |               | Бети Брант                       |                                      |
| 2007.               | Упознајте Била                              |               | Џес                              |                                      |
| 2007.               | Фред Мраз                                   |               | Шарлин                           |                                      |
| 2008.               | Дефинитивно, можда                          |               | Емили Џоунс                      |                                      |
| 2008.               | Упознајте Дејва                             |               | Џина Морисон                     |                                      |
| 2008.               | Лепа, још увек                              |               | Алекс                            |                                      |
| 2008.               | Зак и Мири снимају порнић                   |               | Миријам "Мири" Линки             |                                      |
| 2008.               | Буш                                         |               | Лора Буш                         |                                      |
| 2008.               | Узори                                       |               | Бет Џоунс                        |                                      |
| 2009.               | Незвани гости                               |               | Рејчел Самерс                    |                                      |
| 2010.               | Следећа три дана                            |               | Лара Бренан                      |                                      |
| 2011.               | Детаљи                                      |               | Нили Ланг                        |                                      |
| 2011.               | Само мали срчани удар                       |               | жена                             | кратки филм; такође редитељка        |
| 2011.               | Наш брат идиот                              |               | Миранда                          |                                      |
| 2012.               | Човек на ивици                              |               | Лидија Мерсер                    |                                      |
| 2012.               | Игре глади                                  |               | Ефи Тринкет                      |                                      |
| 2012.               | Имате ли знање за друго стање?              |               | Венди                            |                                      |
| 2012.               | Добродошли у породицу                       |               | Френки                           |                                      |
| 2012.               | Савршени корак                              |               | Гејл Абернати-Макаден            | такође продуценткиња                 |
| 2013.               | Филм 43                                     |               | Ејми                             | сегмет: редитељка сегмента           |
| 2013.               | Игре глади: Лов на ватру                    |               | Ефи Тринкет                      |                                      |
| 2014.               | Мале несреће                                |               | Дајана Дојл                      |                                      |
| 2014.               | Лего филм                                   |               | Вајлдстајл/Луси                  | глас                                 |
| 2014.               | Најгора ноћ у животу                        |               | Меган Мајлс                      |                                      |
| 2014.               | Свака тајна ствар                           |               | Ненси Портер                     |                                      |
| 2014.               | Љубав и милост                              |               | Паркер                           |                                      |
| 2014.               | Игре глади: Сјај слободе - Први део         |               | Ефи Тринкет                      |                                      |
| 2015.               | На путу до звезда                           |               | Гејл Абернати-Макаден            | такође продуценткиња и редитељка     |
| 2015.               | Чаробни Мајк XXL                            |               | Париз                            |                                      |
| 2015.               | Игре глади: Сјај слободе - Други део        |               | Ефи Тринкет                      |                                      |
| 2017.               | Моћни ренџери                               |               | Рита Репулса                     |                                      |
| 2019.               | Брајтберн                                   |               | Тори Брајер                      |                                      |
| 2019.               | Лего филм 2                                 |               | Вајлдстајл/Луси                  | глас                                 |
| 2019.               | Чарлијеви анђели                            |               | Ребека „Босли”                   | такође продуценткиња и редитељка     |
| Улоге у ТВ серијама |                                             |               |                                  |                                      |
| 1999.               | Сва моја деца                               |               | конобарица                       | 1 епизода                            |
| 1999.               | Трећа смена                                 |               | Елејн Елчисак                    | епизода:                             |
| 2000.               | Секс и град                                 |               | Кетрин                           | епизода:                             |
| 2001.               | Ред и закон: Одељење за специјалне жртве    |               | Џејна Тобајас Џенсен             | епизода:                             |
| 2002.               | Без трага                                   |               | Клариса                          | епизода:                             |
| 2005.               | Стела                                       |               | Тамара                           | епизода:                             |
| 2006–2009           | Стажисти                                    |               | др Ким Бригс                     | 17 епизода                           |
| 2007–2008           | Вајнови дани                                |               | Шели                             | 3 епизоде                            |
| 2007–2008           | Амерички тата                               |               | Беки Арангино/Лиса Силвер        | 3 епизоде                            |
| 2008.               | Месец Команчија                             |               | Меги Тилтон                      | 3 епизоде                            |
| 2009–2015           | Модерна породица                            |               | Сал                              | 4 епизоде                            |
| 2010–2012           | Телевизијска посла                          |               | Ејвери Џесуп                     | 15 епизода                           |
| 2012.               | Породични човек                             |               | Пем Фишман                       | епизода:                             |
| 2012.               | Роботско пиле                               |               | Баба Мраз/Шејна "Скарлет" О'Хара | епизода:                             |
| 2014.               | Фића и Феђа                                 |               | Грулинда                         | епизода:                             |
| 2015.               | Саветници на колеџу                         |               | докторица                        | епизода: Motivational Speaker; такође продуценткиња      |
| 2015.               | Мокро и врело америчко лето: Први дан кампа |               | Линдси                           | 6 епизода                            |